# Intracting
Intracting ist ein Finanzierungsinstrument, das für die Realisierung von Maßnahmen zur Einsparung von Energie (Strom, Wärme) oder anderen Ressourcen eingesetzt wird. In der Praxis findet Intracting hauptsächlich in Haushalten der öffentlichen Hand, insbesondere bei meist größeren kommunalen Gebietskörperschaften (Städte), und in größeren Körperschaften des öffentlichen Rechts (Kirchen) statt.
Das Prinzip des Intracting ist die Finanzierung aus sich selbst, mittels der durch die energetischen Maßnahmen eingesparten Geldmittel. Dazu ist es erforderlich, einen besonderen Haushaltsposten zu bilden, der mit einer einmaligen Anschubfinanzierung ausgestattet wird. Mit dieser werden erste Maßnahmen finanziert, die mit der Zeit zu Kosteneinsparungen führen. Diese Differenz aus den vorher und nachher aufgewendeten Energiekosten wird dem Topf gutgeschrieben. Damit können dann wieder neue Maßnahmen finanziert werden und auch die Anschubfinanzierung mit der Zeit amortisiert werden. Im Unterschied zum Einsparcontracting wird beim Intracting kein externer Dienstleister hinzugezogen; dessen Rolle wird von einer verwaltungsintern gebildeten Organisationseinheit übernommen.